# Philippe Lacheau
Pour les articles ayant des titres homophones, voir Lachaud et Philippe Lachaud (homonymie).
Philippe Lacheau est un acteur, réalisateur, scénariste et animateur français né le 25 juin 1980 à Fontenay-sous-Bois (Val-de-Marne).
Membre de la troupe comique La Bande à Fifi, il est surtout connu dans le cinéma pour Babysitting et Alibi.com.

## Biographie

### Enfance
Philippe Lacheau naît le 25 juin 1980 à Fontenay-sous-Bois (Val-de-Marne). Il a un frère nommé Pierre Lacheau (né en 1984 au Chesnay) qui est aussi scénariste et a fait quelques apparitions dans ses films. 
Un de ses frères est mort jeune à cause de la drogue et de ses addictions.

### Carrière

#### Débuts d'animateur radio (2000-2004)
Au début des années 2000, il envoie une cassette d’un sketch à l’émission de Michaël Youn, Le Morning Live.
Philippe Lacheau est repéré par Fun TV après avoir participé à l'audition de Live 2003, émission qui donne sa chance à des inconnus. La chaîne lui propose ensuite de coanimer Total Fun ; très rapidement il présente chaque semaine un sketch avec ses amis : La Bande à Fifi.

#### Percée télévisuelle (2004-2009)
En septembre 2004, après deux saisons sur Fun TV, Philippe Lacheau part pour Canal+, à l'invitation de Karl Zéro.
En septembre 2005, il rejoint l'équipe de Michel Denisot au sein de « La Bande à Fifi » (avec Reem Kherici), au travers d'une séquence quotidienne filmée en extérieur près de son domicile à La Celle St Cloud, souhaitant bon anniversaire à une personnalité de manière décalée.
En parallèle de l'écriture du film, ils enchaînent en 2008 avec leur premier spectacle : Qui a tué le mort ?, produit par Dominique Farrugia et joué au Splendid.
En 2009, Christophe Dechavanne leur propose d'adapter en France le jeu « Bibliothèque silencieuse » (issu de l'émission japonaise Downtown no Gaki no Tsukai ya Arahende!!). Ils acceptent : les voilà dans Chut, chut, chut sur W9. À la fin de l'année, il entre dans la Bande à Ruquier et participe à cette occasion à plusieurs émissions (On va s'gêner et On a tout révisé).

#### Acteur, scénariste et réalisateur de comédies au cinéma (depuis 2010)
En 2010, il joue son premier (petit) rôle au cinéma dans le film L'Arnacœur de Pascal Chaumeil. Fin 2010, il apparaît dans la web série Les Coups lisses du football créée par Nabil Aitakkaouali et diffusée sur le site de Canal+ où il joue Ludo, un perdant qui rêve de devenir agent de joueur connu. Il tourne ainsi aux côtés de grands joueurs comme entre autres Claude Makélélé, Sylvain Wiltord ou encore Éric Abidal. Toujours fin 2010, il coécrit sur le spectacle de Stéphane Rousseau Les Confessions de Rousseau.
En 2013, il joue le rôle d'un présentateur de télévision dans la comédie dramatique La Grande Boucle avec Clovis Cornillac.
Le 17 juillet 2013, sort la comédie Paris à tout prix qu'il a écrit avec Reem Kherici et dans lequel il interprète le rôle de Firmin. En juin 2013, il commence le tournage de son premier film en tant que réalisateur et acteur Babysitting (2014) — réalisé avec Nicolas Benamou, rencontré sur Fun TV, avec déjà une très grande appréciation du public français (plus de 2 000 000 de spectateurs). Ce film a d'ailleurs remporté deux récompenses lors du festival de l'Alpe-d'Huez 2014 : Le prix spécial du jury et le prix du public.
Il débute en janvier 2015, le tournage de la suite, Babysitting 2 (2015), dont l'histoire se déroule au Brésil. Le film comptabilisera plus de 3 200 000 entrées en salles.
Il sort son film Alibi.com (2017) qu'il a écrit avec Julien Arruti et Pierre Dudan. Il est classé 9e au box-office 2017 en France et 3e des films français derrière Raid Dingue de Dany Boon et Valérian et la Cité des mille planètes de Luc Besson mais devant Le Sens de la fête d'Éric Toledano et Olivier Nakache et Épouse-moi mon pote de son compère Tarek Boudali. En juillet 2017, il annonce qu’il va adapter au cinéma le manga et série d’animation Nicky Larson (City Hunter). Le film s'intitule Nicky Larson et le Parfum de Cupidon et sort le 6 février 2019.
En janvier 2018, l'acteur intègre la troupe des Enfoirés avec ses complices Tarek Boudali, Julien Arruti et Élodie Fontan.
Il est coproducteur de ses films via la société « BAF Prod » qu’il a créée en 2018, dirigée par son frère Pierre Lacheau.
Le film Nicky Larson et le Parfum de Cupidon est un succès et de ce fait, il évoque la possibilité d'une suite incluant les personnages de l'autre manga de Tsukasa Hōjō, Signé Cat's Eyes. Son film suivant Super-héros malgré lui, sort début février 2022.
Il interprète en 2020 le rôle du policier Tony dans 30 jours max, deuxième film de son ami Tarek Boudali.
Il anime depuis 2021 l'émission LOL : qui rit, sort ! sur Prime Video.
En 2023, il revient au cinéma de sa bande ; Alibi.com 2 de lui-même, et 3 Jours max de Tarek Boudali. La même année, il annonce sur les réseaux sociaux qu’il prépare son prochain film, qui est une adaptation du Marsupilami. Le film réunira la bande à Fifi au complet, avec également Jean Reno et Jamel Debbouze, et qui est prévu pour 2026 au cinéma.

### Vie privée
À partir de 2004, Philippe Lacheau a été en couple avec l'actrice Reem Kherici. Ils se séparent après plusieurs années de vie commune. 
Depuis 2015, il vit avec l'actrice et mannequin Élodie Fontan, qu'il a rencontré au festival de Cannes. Ils ont un garçon prénommé Raphaël, né en décembre 2019. Ils se sont pacsés à la suite d'un contrat de Pacs en date du 29 mai 2020 à Marly-le-Roi.

## Filmographie

### Acteur

#### Cinéma
- 2010 : L'Arnacœur de Pascal Chaumeil : le mufle de la piscine
- 2013 : Paris à tout prix de Reem Kherici : Firmin
- 2014 : Babysitting de lui-même et Nicolas Benamou : Franck Amory
- 2015 : Babysitting 2 de lui-même et Nicolas Benamou : Franck Amory
- 2017 : Alibi.com de lui-même : Grégory Van Huffel
- 2017 : Jour J de Reem Kherici : un des futurs mariés
- 2017 : Épouse-moi mon pote de Tarek Boudali : Fred
- 2018 : Brillantissime de Michèle Laroque : un parachutiste
- 2018 : Nicky Larson et le Parfum de Cupidon de lui-même : Nicky Larson
- 2020 : 30 Jours max de Tarek Boudali : Tony
- 2021 : Haters de Stéphane Marelli : Simon
- 2021 : Super-héros malgré lui de lui-même : Cédric
- 2023 : Alibi.com 2 de lui-même : Gregory Van Huffel
- 2023 : 3 Jours max de Tarek Boudali : Tony
- 2023 : Un Stupéfiant Noël ! d'Arthur Sanigou : L'assistant du Père Noël
- 2024 : Chien et Chat de Reem Kherici : Brandt
- 2025 : Comme des riches d'Amin Harfouch : Le banquier
- 2026 : Le Marsupilami de lui-même : David
- 2026 : Mauvaise pioche de Gérard Jugnot

#### Téléfilms
- 2022 : Tous Inconnus de Nicolas Hourès : Philippe Lacheau
- 2022 : 1H30 Max de Léo Grandperret : Philippe

#### Séries télévisées
- 2014 : Scènes de ménages (L'album de famille) : le frère de Marion (1 épisode)
- 2021 : LOL : qui rit, sort ! : Le maître des jeux (Prime Vidéo)

#### Doublage
- 2018 : Pierre Lapin : Pierre Lapin
- 2016 : Comme des bêtes : Max
- 2019 : Comme des bêtes 2 : Max
- 2019 : Nicky Larson Private Eyes : Christopher King
- 2024 : Transformers : Le Commencement : B-127 / Bumblebee[n 1]

### Scénariste
- 2013 : Paris à tout prix de Reem Kherici
- 2014 : Babysitting de lui-même et Nicolas Benamou
- 2015 : Babysitting 2 de lui-même et Nicolas Benamou
- 2017 : Alibi.com de lui-même
- 2017 : Jour J de Reem Kherici
- 2018 : Nicky Larson et le Parfum de Cupidon de lui-même
- 2021 : Super-héros malgré lui de lui-même
- 2023 : Alibi.com 2 de lui-même
- 2026 : Le Marsupilami de lui-même

### Réalisateur
- 2014 : Babysitting - réalisé avec Nicolas Benamou
- 2015 : Babysitting 2 - réalisé avec Nicolas Benamou
- 2017 : Alibi.com
- 2018 : Nicky Larson et le Parfum de Cupidon
- 2021 : Super-héros malgré lui
- 2023 : Alibi.com 2
- 2026 : Le Marsupilami

## Box-office comme réalisateur
| N° | Film                                 | Réalisateur                         | Année | Entrées (France) | Entrées (Monde) | Réf    |
| -- | ------------------------------------ | ----------------------------------- | ----- | ---------------- | --------------- | ------ |
| 1  | Alibi.com 2                          | Philippe Lacheau                    | 2023  | 4 277 971        | 4 447 259       | [ 18 ] |
| 2  | Alibi.com                            | Philippe Lacheau                    | 2017  | 3 581 581        | 4 219 550       | [ 19 ] |
| 3  | Babysitting 2                        | Philippe Lacheau et Nicolas Benamou | 2015  | 3 203 541        | 3 745 179       | [ 20 ] |
| 4  | Babysitting                          | Philippe Lacheau et Nicolas Benamou | 2014  | 2 358 733        | 2 800 939       | [ 21 ] |
| 5  | Super-héros malgré lui               | Philippe Lacheau                    | 2022  | 1 835 528        | 2 083 141       | [ 22 ] |
| 6  | Nicky Larson et le Parfum de Cupidon | Philippe Lacheau                    | 2018  | 1 684 404        | 2 036 403       | [ 23 ] |